# (33305) 1998 KQ50
1998 KQ50 (asteroide 33305) é um asteroide da cintura principal. Possui uma excentricidade de 0.04388000 e uma inclinação de 15.35812º.
Este asteroide foi descoberto no dia 23 de maio de 1998 por LINEAR em Socorro.